# Пасерано Марморито
Пасера̀но Марморѝто (на италиански: Passerano Marmorito; на пиемонтски: Passeiran, Пасейран) е село и община в Северна Италия, провинция Асти, регион Пиемонт. Разположено е на 320 m надморска височина. Населението на общината е 450 души (към 2010 г.).